# Sint-Jacobskerk (Ieper)
De Sint-Jacobskerk is een kerk in de Belgische stad Ieper. Ze staat halverwege de Menenpoort en de Rijselpoort, vlak bij het Sint-Vincentiuscollege in Ieper. Het gebouw is sinds 1940 beschermd als monument, net als het omliggend Guido Gezelleplein dat als landschap is beschermd sinds 1976.
Oorspronkelijk was het 12e-eeuwse gebouw romaans. In de 14e eeuw werd de kerk gotisch herbouwd. In 1636 werd de laatgotische toren gebouwd, maar niet afgewerkt.
Tijdens de Eerste Wereldoorlog werd de kerk vernield. Enkel het 14e-eeuwse westportaal bleef bewaard. In de periode 1924-1926 werd de kerk herbouwd onder leiding van de architect Jules Coomans.
Het grootste deel van het meubilair uit de kerk werd gemaakt in het kunstatelier van de abdij van Maredsous. De beelden in de kerk komen uit de 17e en de 18e eeuw, de schilderijen uit de 17e tot de 20e eeuw. "De Aanbidding der Herders" is een van de schilderijen die in de kerk terug te vinden is. Het schilderij werd rond 1650 gemaakt door Jan Cossiers uit Antwerpen.
Aan de hoofdingang staat er een beeld van de heilige Jacobus.
Tegenwoordig is de kerk alleen open tijdens de erediensten.
Op 13 augustus 2010 werd het Belfort en de Lakenhallen getroffen door bliksem. De Sint-Jacobskerk werd niet gespaard en werd ook getroffen. De schade aan de torens bleef beperkt. De Lakenhallen had geen schade, de Belforttoren kreeg een elektriciteitspanne waardoor de klok bleef staan op 8:04 ('s avonds) en de haan van de Sint-Jacobskerk viel van de toren, maar bleef halverwege hangen.